# کنتو سوگینو
کنتو سوگینو (انگلیسی: Kento Sugino؛ زادهٔ ۲۵ فوریهٔ ۱۹۹۲) بازیکن فوتبال اهل ژاپن است.